# Luciogobius koma
Luciogobius koma är en fiskart som först beskrevs av Snyder, 1909.  Luciogobius koma ingår i släktet Luciogobius och familjen smörbultsfiskar. Inga underarter finns listade i Catalogue of Life.